# Sergej Klevčenja
Sergej Konstantinovič Klevčenja (in russo Сергей Константинович Клевченя?; Barnaul, 21 gennaio 1971) è un ex pattinatore di velocità su ghiaccio russo.

## Palmarès

### Olimpiadi
- Argento a Lillehammer 1994 nei 500 metri.
- Bronzo a Lillehammer 1994 nei 1000 metri.